# Unterscheidung der Geister
Unterscheidung der Geister, oder auch Geistesunterscheidung, ist ein Ausdruck aus der paulinischen und johanneischen Theologie (1. Korinther 12,10 ; 1. Johannes 4,1-6 ) und bezeichnet die kritische Differenzierung von Gedanken, Gefühlsregungen und Prophetien im Hinblick auf die Frage, inwieweit sie von Gott stammen oder nicht. In den „Exerzitien“ („Geistlichen Übungen“) des Ignatius von Loyola ist die Unterscheidung der Geister die zentrale Übung:

„Ich setzte voraus, daß es dreierlei Gedanken in mir gibt: solche, die mein eigen sind und allein meiner Freiheit und meinem Willen entspringen, während die beiden andern von außen kommen: der eine vom guten, der andere vom bösen Geist.“

Der Übende soll Erfahrung darin gewinnen, in seinem eigenen Leben zu unterscheiden, was ihn zu mehr Liebe, mehr Hingabe an Gott oder zum größeren Dienst an den Menschen führt und was nicht. Die Unterscheidung der geistigen Einflüsse ist in Gruppen und Gemeinden für deren positive Entwicklung ebenfalls von zentraler Bedeutung.